# Порт Сочи Имеретинский
Порт Сочи Имеретинский — морской порт на Чёрном море в пгт Сириус, построенный в рамках реализации Программы строительства олимпийских объектов и развития города Сочи как горноклиматического курорта, утвержденной Постановлением Правительства РФ от 29 декабря 2007 г. N 991. Это первый в России универсальный грузовой порт, построенный в постсоветский период как единый комплекс причальных и волнозащитных сооружений.
Порт сооружен в районе устья реки Мзымта с целью обеспечения строительства Олимпийских объектов в Имеретинской низменности необходимыми материалами, в том числе так называемыми инертными, к которым относятся цемент, гравий, песок и щебень. Порт окончательно сдан в эксплуатацию в 2012 году.
После 2014 года порт, как предполагается, будет перепрофилирован в яхтенную марину на 600—700 стояночных мест. В сентябре 2009 года «БазЭл» подписал об этом меморандум о намерениях с мировым оператором марин Island Global Yachting (IGY). В июле 2014 года был открыт первый этап яхтенной марины на более чем 40 яхт.

## Строительство порта
Прибрежная территория будущего порта представляла собой пляж в устье Мзымты. Неплотная частная застройка района вдоль улицы Голубой (на тот момент), близость парка Южные Культуры и чистое море привлекали как туристов так и местных жителей.
Сооружение порта с самого начала планировалось на основе частно-государственного партнёрства. Со стороны государства заказчиками выступали Федеральное агентство морского и речного транспорта и ФГУП «Росморпорт», со стороны бизнеса — корпорация Трансстрой, входящее в строительный сектор многопрофильного холдинга «Базовый элемент». Первоначально планировалось, что инвестиции в строительство порта составят более 20 млрд рублей при проектной мощности порта терминалов по перевалке грузов 10 млн тонн. Однако, впоследствии было принято решение о снижении мощностей порта до 5 млн тонн грузов в год и соответственно объём инвестиций снизился.
Строительство первого грузового района в районе устья реки Мзымта началось в 2008 году. Окончание строительства планировалось в декабре 2010 года, однако шторм, произошедший в ночь на 14 декабря 2009 года, принёс сильнейшие разрушения строящемуся порту, что отодвинуло сроки завершения строительства на 2012 год.
Общий объём инвестиций компании Базовый элемент составил 7,05 млрд руб., включая кредит Внешэкономбанка и собственные средства. Ещё 6 млрд рублей было вложено в проект бюджетных средств. «БазЭл» строил причальную инфраструктуру, здания, сооружения и приобрёл портовое оборудование.

## Работа порта
Первые портовые краны были доставлены в порт морем в марте 2010 года. Это были четыре новых мобильных портовых крана фирмы Liebherr: 1 кран LHM-280 и 3 крана LHM-180. Полученное крановое оборудование позволит начать полноценную работу по приёму, перевалке и поставкам инертных и генеральных грузов (контейнеров), Краны были собраны в австрийском городе Ненсинге и сухопутным путём доставлены в порт Констанца (Румыния). Затем двое суток на плавучем доке краны транспортировались в Сочи, куда прибыли 20 марта. Доставка морем прошла успешно благодаря тщательно проработанному маршруту и анализу погодных условий.
27 апреля 2010 к причалу ООО «Порт Сочи Имеретинский» пришвартовалось очередное судно с грузами для олимпийского строительства, сообщили ИАА «ПортНьюс» в Госморречнадзоре. Заход судна в акваторию грузового района «Имеретинский» порта Сочи и его постановка к причалу осуществлялись под наблюдением капитана порта Сочи Вячеслава Блохина, заместителя капитана порта Сочи Владимира Акуджбы, заместителя начальника Управления Госморречнадзора Федеральной службы по надзору в сфере транспорта Александра Фролова. Теплоход Galf швартовался к причалу порта с помощью буксира.
С лета 2010 года порт принимал небольшие суда с сыпучими материалами, а в августе принял свой первый негабаритный груз — генератор для одного из энергоблоков Адлерской ТЭС весом порядка 130 тонн. Кроме того, на судне прибыли 200 тонн сопутствующего оборудования, в числе которого турбина весом в 56 тонн.
В мае 2022 г. планируется перепрофилирование Имеретинского яхтенного порта в яхтенную марину.